# منظمة أيكورن
هي منظمة مستقلة للمدن والمناطق التي توفر المأوى للكتاب والفنانين المعرضين لخطر الاضطهاد، مما يعزز حرية التعبير.
وكان أصلها هو «شبكة مدن اللجوء» التي أنشأها البرلمان الدولي للكتاب عام 1993 ردا على اغتيال الكتاب في الجزائر، وبعد حل برنامج العمل الدولي في عام 2003 ، واصل مركز إدارة إيكورن الذي أنشئ في ستافنجر، النرويج في حزيران 2006 في مركز ستافنغير الثقافي، سولفبيرجيت أنشطته.
في عام 2010 أصبحت إيكورن منظمة مستقلة، وفي عام 2014 صوتت لتوسيع دعمها للفنانين والموسيقيين. واعتبارا من عام 2015، قدمت أكثر من 50 مدينة هذا النوع من الملجأ.